# Горшково (Курганская область)
Горшково — деревня в Каменском сельсовете в Шумихинском районе Курганской области России.

## География
Деревня находится на западе Курганской области, в лесостепной зоне, на левом берегу реки Миасс, на расстоянии примерно 22 километра (по прямой) к северо-западу от Шумихи, административного центра района.
Климат
Климат характеризуется как континентальный с холодной малоснежной зимой и коротким тёплым летом. Средняя температура воздуха самого тёплого месяца (июля) составляет 18,5 °C (абсолютный максимум — 39 °C); самого холодного (января) — −16,8 °C (абсолютный минимум — −48 °C). Среднегодовое количество атмосферных осадков составляет 429 мм, из которых 323 мм выпадает в тёплый период.

## История
До 1917 года входила в состав Карачельской волости Челябинского уезда Оренбургской губернии. По данным на 1926 год село Горшково состояло из 368 хозяйств. В административном отношении являлось центром Горьковского сельсовета Шумихинского района Челябинского округа Уральской области.

## Население
| 1989 | 2002 | 2010 |
| ---- | ---- | ---- |
| 196  | ↘167 | ↘85  |

По данным переписи 1926 года в селе проживало 1812 человек (827 мужчин и 985 женщин), в том числе: русские составляли 100 % населения.